# 15634 Ahluwalia
15634 Ahluwalia este o planetă minoră (asteroid), cu un diametru de 4,53 km, din centura de asteroizi. A fost descoperită pe 6 mai 2000 la Experimental Test Site⁠(d) de Lincoln Near-Earth Asteroid Research. 
Obiectul prezintă o orbită caracterizată de o semiaxă mare de 2,3484971 UAi, o excentricitate de 0,05, o înclinație de 7,5079 ° în raport cu ecliptica.